# Стаховиці
Стаховиці (пол. Stachowice, нім. Groß Friedrichsfelde) — село в Польщі, у гміні Свідниця Свідницького повіту Нижньосілезького воєводства.
Населення — 136 осіб (2011).
У 1975-1998 роках село належало до Валбжиського воєводства.

## Демографія
Демографічна структура станом на 31 березня 2011 року:
|          | Загалом | Допрацездатний вік | Працездатний вік | Постпрацездатний вік |
| -------- | ------- | ------------------ | ---------------- | -------------------- |
| Чоловіки | 74      | 13                 | 54               | 7                    |
| Жінки    | 62      | 11                 | 39               | 12                   |
| Разом    | 136     | 24                 | 93               | 19                   |